# Giovanni Antonio da Varese
Giovanni Antonio da Varese, dit le Venosino (c'est-à-dire l'artiste de Venosa), est un peintre italien du XVIe siècle. Il est essentiellement connu pour les mappemondes qu'il a peintes, d'abord en 1574 dans la Salle de la mappemonde de la Villa Farnese de Caprarola, puis, à la demande du pape Grégoire XIII, au Vatican, dans la Terza Loggia.